# Лисогірська вулиця (Київ)
Лисогі́рська ву́лиця — вулиця в Голосіївському районі міста Києва, місцевість Багринова гора. Пролягає від проспекту Науки до Ракетної вулиці.
Прилучаються Бескидська вулиця, Лисогірський провулок та Панорамна вулиця.

## Історія
Вулиця виникла в 40-х роках XX століття, під такою ж назвою Нова. Сучасна назва — з 1944 року, від місцевості Лиса гора.

## Галерея

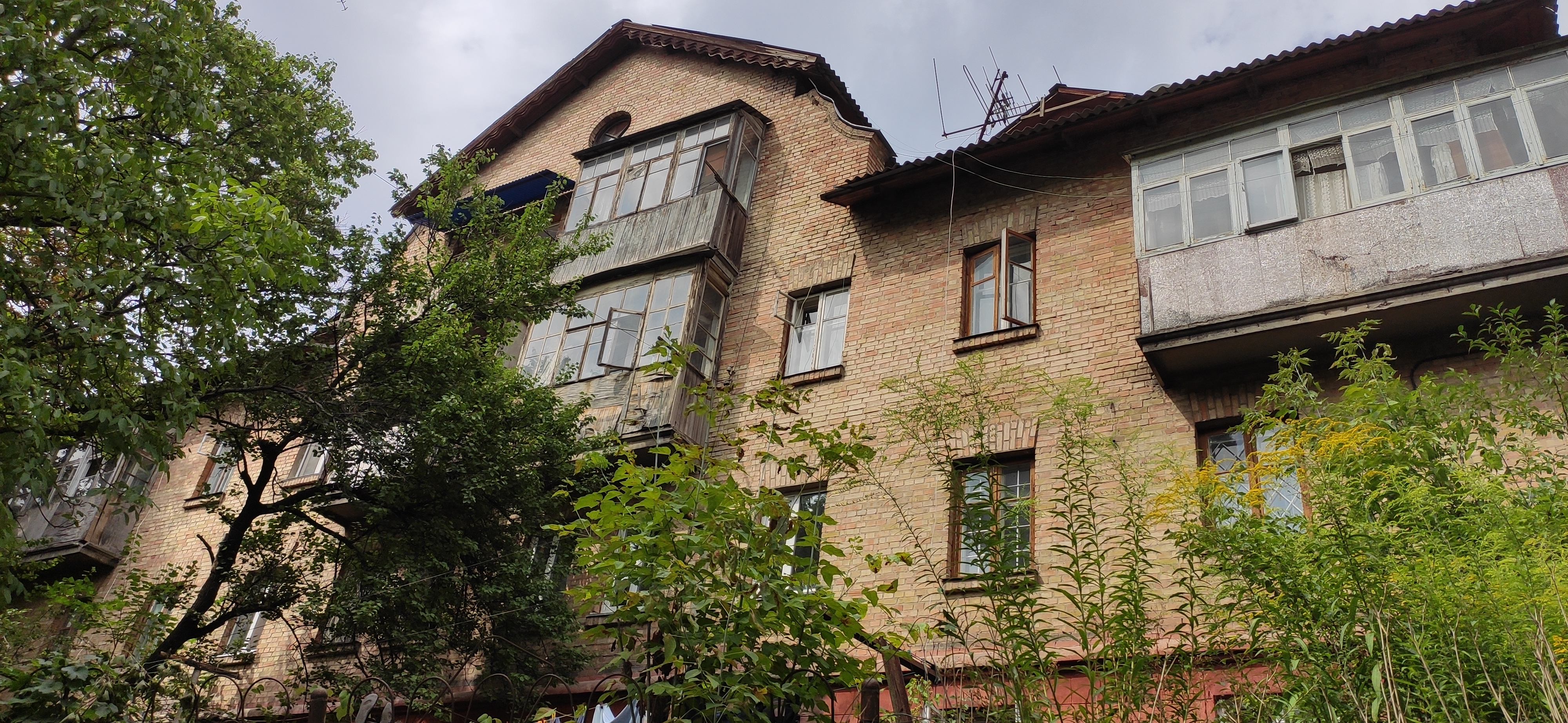
Будинок № 9
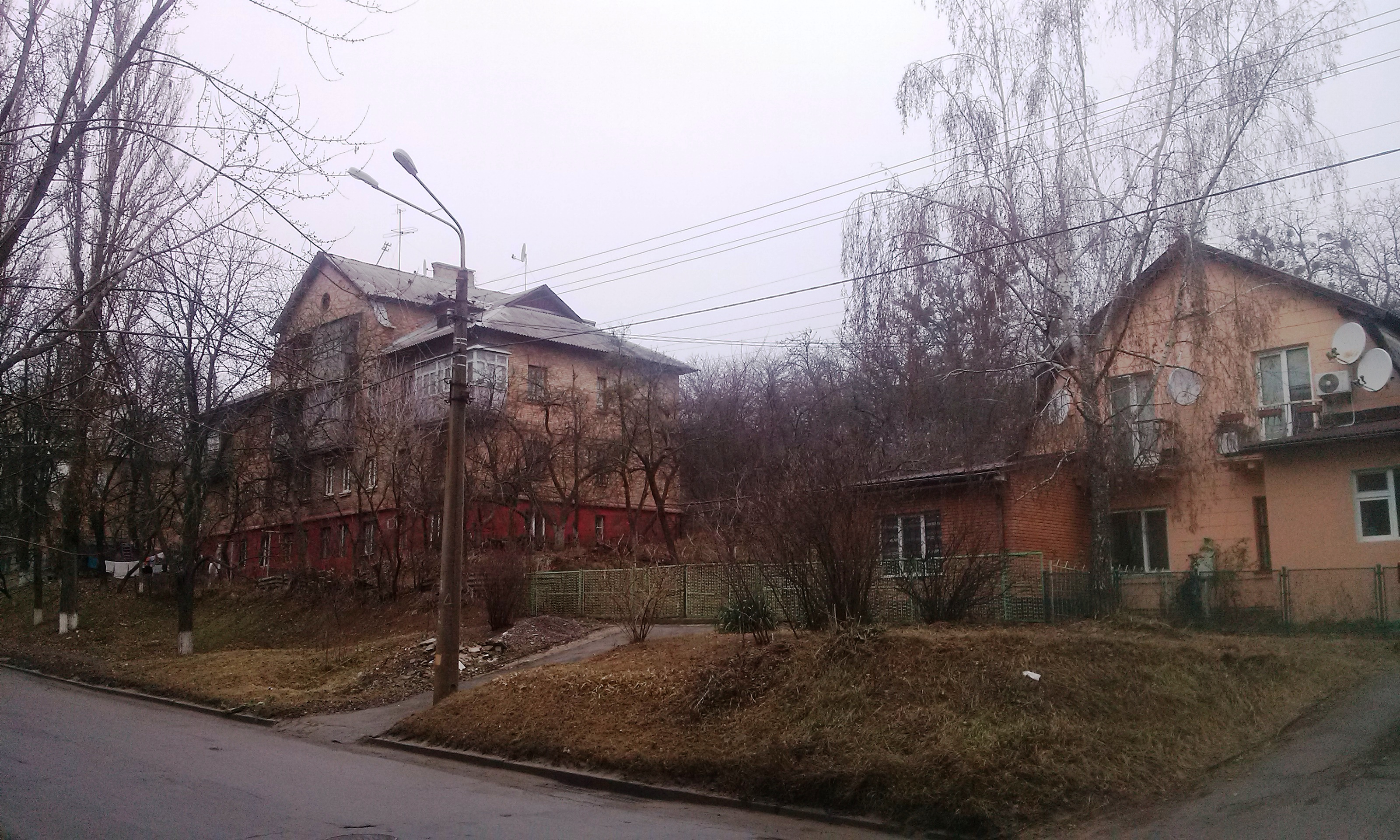
Забудова Лисогірської вулиці